# Ariège (IGP)
Pour les articles homonymes, voir Ariège.
L'ariège, dénommé vin de pays de l'Ariège jusqu'en 2013, est un vin français d'indication géographique protégée de zone, produit dans le département de l'Ariège. La surface de production correspond à environ 60 hectares de vignes essentiellement plantées dans les secteurs septentrionaux et peu élevés du département, à savoir les coteaux du Plantaurel et du piémont pyrénéen.

## Histoire

### Moyen Âge
La production de vin sur le territoire de l'Ariège est très ancienne. Déjà, en 971, un acte fait mention du vignoble autour de Mirepoix. Par un autre document, on apprend qu'en 1225 le vin partant de Pamiers est exporté par voie d'eau vers le Bordelais, moyennant taxes. Favorisée par le commerce avec les Anglais, la notoriété du vin Ariégeois est telle qu'en 1310, Philippe le Bel se fait envoyer des vins de la contrée (Vira et Teilhet) en grande quantité. L'activité viticole est d'ailleurs favorisée par l'abbaye Saint-Antonin-de-Frédélas et l'évêque de Pamiers, qui perçoit pour chaque barrique quittant le port de la ville (le port du Mail), des barges acheminant le vin jusqu'à Bordeaux.
Au XVe siècle, le conseil communal de Pamiers (le « trentat ») estime que « la plus grande part de la fortune de la cité réside dans la vigne ». À la Révolution, la vigne ariégeoise s'étend sur plusieurs milliers d'hectares.

### Epoque contemporaine
Au XIXe siècle, Napoléon III, souhaitant moderniser l'agriculture française, créé une ferme école par département. En Ariège, elle s'installe en 1850 sur le domaine de Royat, près de Montaut. On fait venir un maître de chais de Bordeaux et on y fera d'importantes découvertes. En premier lieu, la technique de palissage, ensuite la vinification par gravité (et non par écrasage comme il était alors courant de le faire), et surtout on expérimente la taille en cordon de Royat (qui porte donc le nom du domaine). Cette taille est utilisée aujourd'hui très couramment dans le monde entier. Emile Lefèvre, directeur du domaine et notaire appaméen, notifie les techniques expérimentales dans un ouvrage, Notions de viticulture et de vinification enseignées à la ferme-école de Royat, paru en 1876.
Le vin Ariégeois souffre comme les autres du phylloxéra, réduisant brutalement le vignoble implanté sur le territoire, passant de 16 000 ha avant la crise à 1 800 ha en 1897. La vigne regagne du terrain au début du XXe siècle (6 000 ha en 1903) ; en 1925, le vin de la vallée du Douctouyre possède encore une belle réputation, en témoigne une délibération du conseil municipal de Dun qui accepte de financer la gare de Rieucros afin d'acheminer le précieux liquide. Mais la contraction des vignes reprend, accélérée par le phénomène d'exode rural et les conflits mondiaux. On arrache les dernière vignes restantes pour dédier les terres à l'exploitation des céréales ; seules quelques rares parcelles demeurent pour une consommation familiale.
Ce n'est qu'à la fin des années 1990 que quelques vignerons s'essaient de nouveau à l'élevage du vin Ariégeois. Les premiers plants datent de 1998, les premières vinifications sont réalisées en 2000. Aujourd'hui, on tente de réintroduire, grâce au concours de l'INRA, des cépages oubliés et totalement liés à l'Ariège.

## Géographie

### Aire de production
Les productions dont le raisin est récolté et vinifié dans les cantons du Fossat et du Mas-d'Azil peuvent prétendre à l'appellation supplémentaire « Coteau de la Lèze ». Celles qui comportent la mention « Coteaux du Plantaurel » sont issues des cantons de Lavelanet, La Bastide-de-Sérou, Foix, Foix-Rural, Mirepoix, Pamiers-Ouest et Varilhes.
La zone de proximité immédiate, où peut s'effectuer la vinification et l'élaboration de vins sans mention géographique supplémentaire, correspond aux cantons de Carbonne et d'Auterive et à l'arrondissement de Muret, dans la Haute-Garonne.
Au début des années 2020, les exploitations viticoles se trouvent à Vira (Coteaux d'Engraviès), Lézat-sur-Lèze (domaine de Lastronques), Montégut-Plantaurel (Domaine du Sabarthès), Le Fossat (Dominik Benz), Montaut (Domaine Le Montaltais), Le Carla-Bayle (Larthet) ou encore Varilhes (domaine de Longpré)…

### Sols
La vigne est implantée sur des sols de plaine et de coteaux argilo-calcaires et marneux, bien exposés, à altitude relativement faible.

### Climat
Le climat de la zone est océanique de type aquitain. Les étés sont chauds et succèdent à des printemps humides qui favorisent le cycle végétatif.

## La vigne

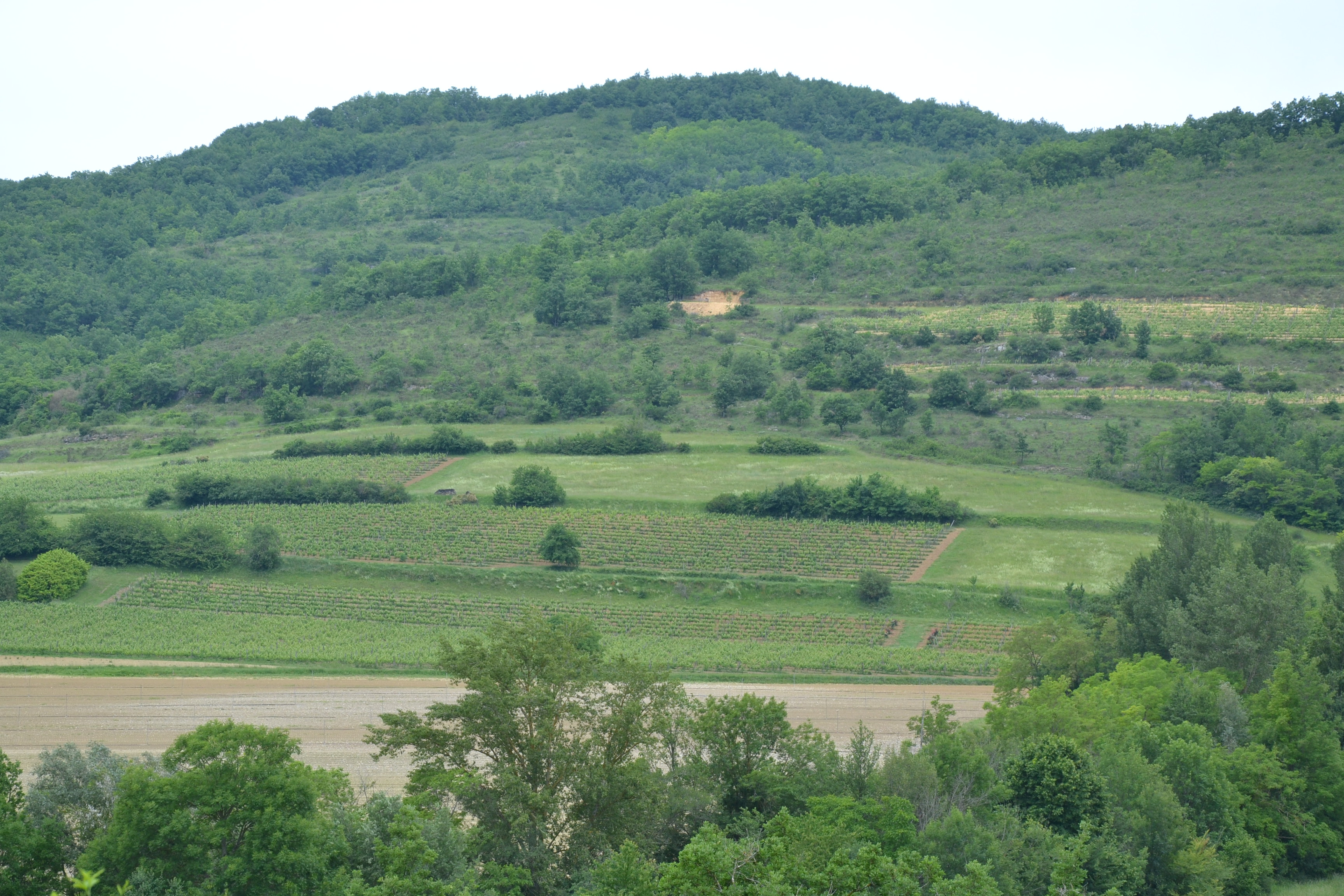
Parcelles des Côteaux d'Engraviès.

### Encépagement
Les vins blancs sont produits à partir des cépages suivants : arrufiac B, Camaralet de Lasseube B, chardonnay B, chenin B, courbu B, gros manseng B, mauzac B, ondenc B, petit Courbu B, petit manseng , pinot gris B, sauvignon (et sauvignon gris G), sémillon B, et viognier B,.
Pour les vins rouges et rosés : cabernet franc N, cabernet sauvignon N, côt N, fer N, gamay N, merlot N, petit verdot N, pinot noir N, syrah N, tannat N, tempranillo N,.

## Types de vin et gastronomie

### Types de vin
Il existe 21 labellisations différentes :
- Ariège blanc
- Ariège rosé
- Ariège rouge
- Ariège primeur ou nouveau blanc
- Ariège primeur ou nouveau rosé
- Ariège primeur ou nouveau rouge
- Ariège surmûri blanc
- Ariège Coteaux de la Lèze blanc
- Ariège Coteaux de la Lèze rosé
- Ariège Coteaux de la Lèze rouge
- Ariège Coteaux de la Lèze primeur ou nouveau blanc
- Ariège Coteaux de la Lèze primeur ou nouveau rosé
- Ariège Coteaux de la Lèze primeur ou nouveau rouge
- Ariège Coteaux de la Lèze surmûri blanc
- Ariège Coteaux du Plantaurel blanc
- Ariège Coteaux du Plantaurel rosé
- Ariège Coteaux du Plantaurel rouge
- Ariège Coteaux du Plantaurel primeur ou nouveau blanc
- Ariège Coteaux du Plantaurel primeur ou nouveau rosé
- Ariège Coteaux du Plantaurel primeur ou nouveau rouge
- Ariège Coteaux du Plantaurel surmûri blanc